# Oldendorff Carriers

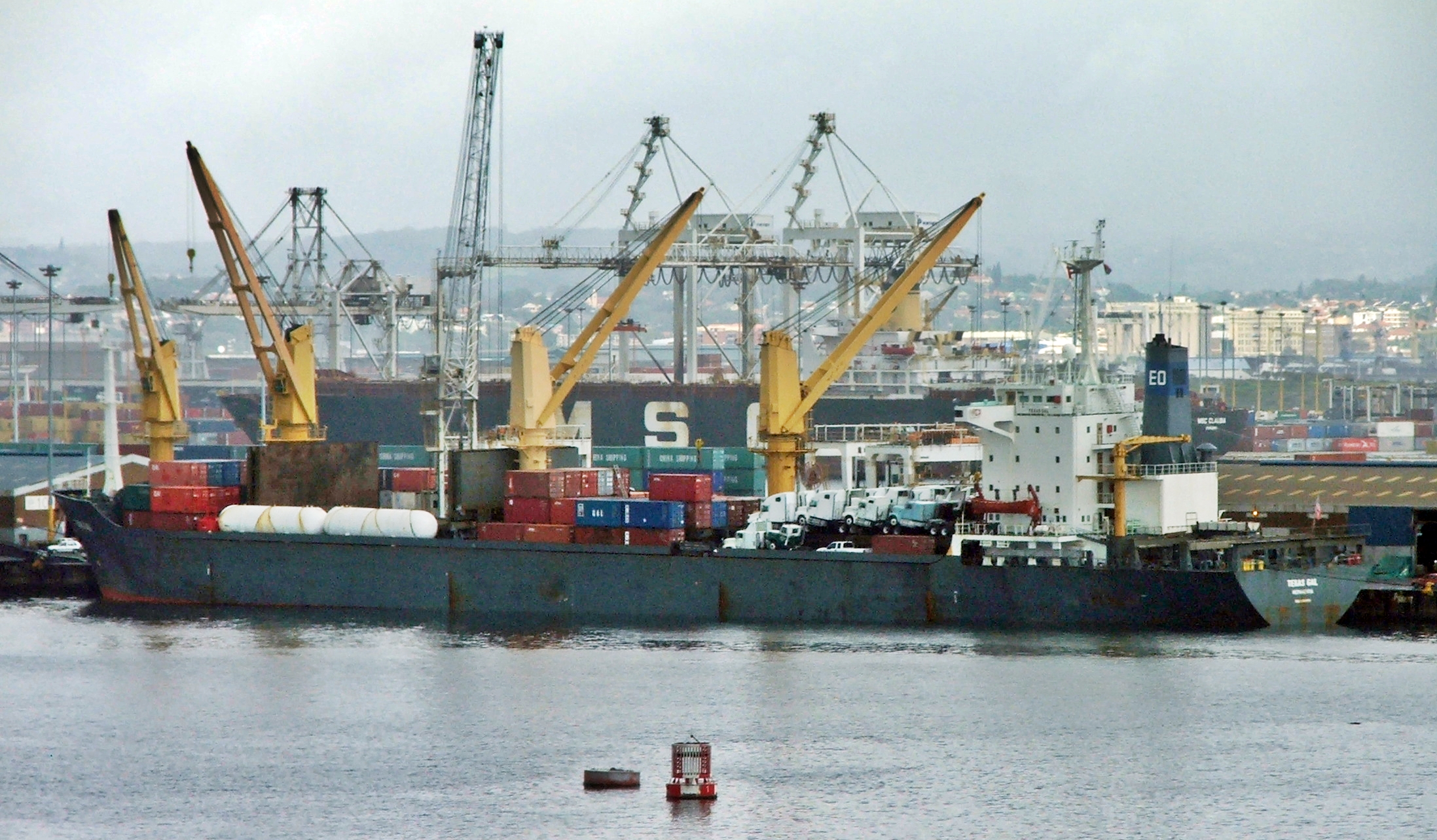
Das Reedereischiff Texas Gal

Das Lübecker Schifffahrtsunternehmen Oldendorff Carriers  GmbH & Co. KG ist die größte deutsche Massengutreederei. Sie betreibt rund 700 eigene und gecharterte Schiffe mit einer Tragfähigkeit von insgesamt etwa 57 Millionen Tonnen.

## Unternehmen
Die Oldendorff-Flotte läuft jährlich rund 15.000 Häfen in 125 Ländern an und transportiert dabei etwa 380 Millionen Tonnen Schüttladung und Massenstückgüter. Insbesondere bei Stahlladungen nimmt die Reederei eine weltweit führende Stellung ein. Zusammen mit CSL International betreibt Oldendorff einen Pool von selbstentladenden Massengutschiffen. Darüber hinaus ist das Unternehmen in den Bereichen Landwirtschaft, Luftfahrt und Immobilien engagiert.
Oldendorff Carriers ist eine 100-prozentige Tochter der Familienholding Egon Oldendorff. Der Hauptsitz in Lübeck ist seit 1999 die oberste Etage des – firmeneigenen – Radisson Blu Senator Hotels. Rund 210 Beschäftigte arbeiten in der Firmenzentrale mit dem Spitznamen „The Dorff“, weitere über 100 Landangestellte arbeiten in 15 Büros in London, Stamford (Vereinigte Staaten), Singapur, Mumbai, Melbourne, Shanghai, Tokio, Vancouver, Kapstadt, Rio de Janeiro, Guyana, Trinidad, Hongkong, in der Türkei und den Vereinigten Arabischen Emiraten. In der Flotte werden weit über 2000 Seeleute beschäftigt.

## Geschichte

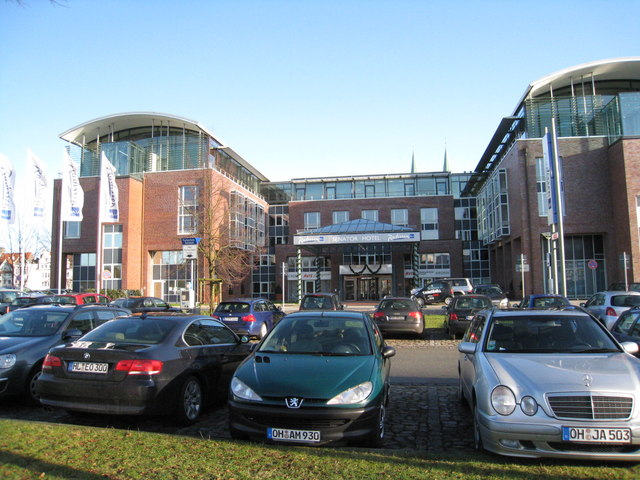
Firmensitz in Lübeck

Am 19. Februar 1921 trat der 21-jährige Egon Oldendorff als Partner in eine kleine Hamburger Reederei ein, in der er seit neun Monaten ausgebildet wurde. Die Reederei wurde in Lilienfeld & Oldendorff umbenannt und am Ende des Jahres von Oldendorff übernommen. Das erste Schiff der Reederei war das 1881 in Rostock gebaute 870-Tonnen-Dampfschiff Planet. Bei Ausbruch des Zweiten Weltkriegs besaß die Reederei 13 Dampfschiffe. Nach Kriegsende blieben der Reederei zwei Schiffe, die Gisela Oldendorff und die Nordmark.
In den Jahren des Wiederaufbaus wuchs die Flotte schnell an, wobei die Jahre 1950 bis 1953 durch den Koreakrieg zu ausgesprochenen Boomjahren wurden. Der Betrieb von Massengutschiffen hat seine Wurzeln im Ostseehandel mit Forstprodukten und wurde über die Jahre zum wichtigsten Standbein der Lübecker Reederei. 1964 verließ einer der Söhne des Firmengründers, Klaus E. Oldendorff, das väterliche Unternehmen und gründete in Hamburg die Reederei Nord. 1980 übernahm der 23-jährige Henning Oldendorff den Posten des Geschäftsführers von seinem 80-jährigen Vater. Drei Jahre darauf, am 9. Mai 1984 starb der Unternehmensgründer, und Henning Oldendorff wurde zum Mehrheitseigner des Unternehmens. Im Jahr 1989 eröffnete die Reederei ihr erstes Büro in Asien (Hongkong). Von 1990 bis 2008 gehörte die Flensburger Schiffbaugesellschaft (FSG) zu Oldendorff. 1995 gründete Henning Oldendorff eine separate Reederei namens Concept Carriers, die im Januar 2001 mit dem Hauptunternehmen zu Oldendorff Carriers fusionierte.